# Telegram Open Network

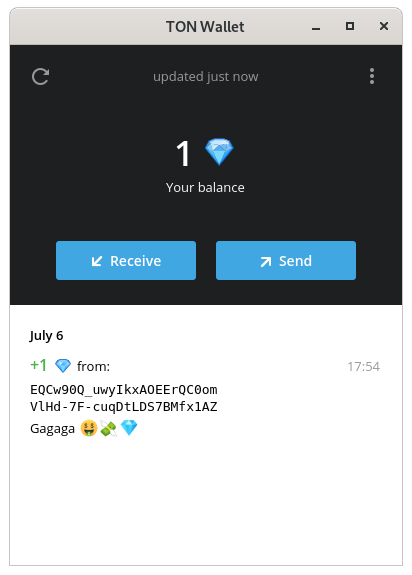
Exemplu de portofel TON, care permite interacțiunea cu rețea

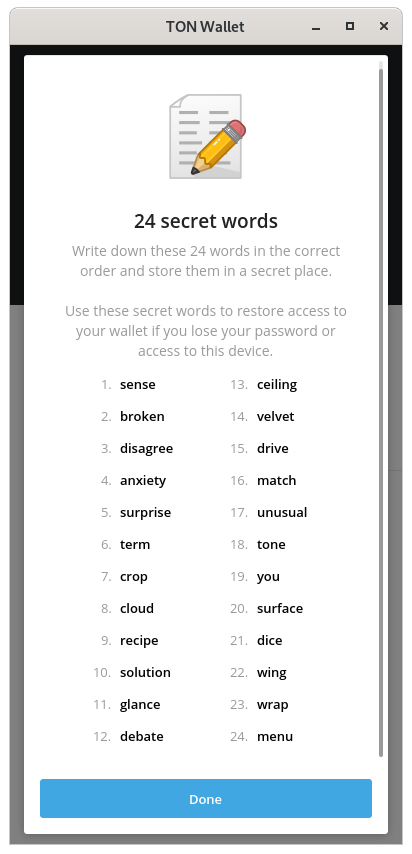
Pentru a accesa portofelul este utilizată o parolă din 24 de cuvinte secrete, pe baza cărora se calculează o cheie privată de 256 de biți

The Open Network (abreviat TON, anterior Telegram Open Network) este o tehnologie de rețea descentralizată bazată pe blockchain, dezvoltată inițial de Telegram. În mai 2020, Telegram s-a retras din proiect după un litigiu cu Comisia pentru Bursă și Valori Mobiliare a SUA.
Include TON Virtual Machine (TVM sau TON VM). 

## Istorie
De la lansarea messengerului Telegram în 2013, Pavel Durov (CEO) sublinia că el nu va include anunțuri de publicitate. Potrivit documentelor legate de litigiul „SEC v. Telegram” (2020), până în 2017, startup-ul avea nevoie de bani pentru a plăti pentru servere și servicii. Durov a luat în considerare finanțarea cu capital de risc, dar a decis să nu facă asta până când unele problemele nu vor fi rezolvate. Într-un interviu cu Bloomberg din decembrie 2017, Durov a anunțat că Telegram va începe monetizarea începând cu 2018. TechCrunch a confirmat în curând că compania plănuia să lanseze un proiect blockchain numit „The Open Network” sau „Telegram Open Network” (TON) cuplat cu o criptomonedă nativă, Gram.
Potrivit unor documente publicate în ianuarie 2018, frații Durov plănuiau să atragă baza de utilizatori din Telegram către TON și să promoveze adoptarea în masă a criptomonedelor, transformându-l în unul dintre cele mai mari blockchain-uri. TON a fost descrisă ca o platformă pentru aplicații și servicii descentralizate asemănătoare cu WeChat, Google Play și App Store, sau chiar o alternativă descentralizată pentru serviciile de procesare a plăților Visa și MasterCard, datorită capacității sale de a procesa milioane de tranzacții pe secundă. Baza de cod pentru TON a fost creată de Nikolai Durov, creatorul protocolului MTProto, pe baza căruia funcționează Telegram, iar Pavel a devenit fața publică a proiectului. 

### Vânzarea Privată a Monedelor Gram
Pentru a finanța dezvoltarea messengerului și blockchain-ului, Telegram a atras investiții printr-o ofertă privată a criptomonedelor Gram. A fost folosită o schemă legală, constituită din două etape: acordul de cumpărare Gram a fost structurat ca un contract viitor care a permis investitorilor să primească monedele odată ce rețeaua TON este lansată. Întrucât contractele au fost acordate doar investitorilor acreditați, oferta a fost scutită de înregistrarea drept hârtie de valoare în conformitate cu Regulamentul D din Securities Act din 1933, deoarece, odată ce rețeaua va fi operațională, moneda ar avea utilitate și nu ar fi considerată titlu de valoare. Contractul a fost întocmit de o firmă recunoscută de avocatură din SUA, Skadden.
Oferta s-a desfășurat în două runde, fiecare încasând 850 de milioane de dolari. Un site rus de știri tehnologice a calculat că prima rundă oferea 2,25 miliarde de monede la prețul de 0,38 USD fiecare, cu o achiziție minimă de 20 milioane USD. A doua rundă oferea 640 milioane de monede la prețul de 1,33 USD fiecare, cu o achiziție minimă de 1 milion USD. În aprilie 2018 a fost raportat că firma a strâns 1,7 miliarde de dolari prin ICO. Această cifră a fost parțial confirmată de Pavel Durov în canalul său Telegram.

### Dezvoltare
La început, dezvoltarea rețelei TON a avut loc într-un mod complet izolat și privat. Lansarea versiunii de testare a rețelei a fost programată inițial pentru T2 2018, cu lansarea rețelei principale în T4, dar etapele au fost amânate de mai multe ori. Testnet-ul a fost lansat în ianuarie 2019 cu o abatere de jumătate de an de la plan. În mai, compania a lansat o versiune lite a clientului de blockchain TON. În septembrie, compania a publicat codul sursă complet pentru nodurile rețelei pe GitHub, făcând posibilă lansarea unui nod propriu și explorarea rețelei de testare. Lansarea rețelei principale TON a fost programată pentru 31 octombrie.

### SEC v. Telegram
Comisia pentru Bursă și Valori Mobiliare a SUA (SEC) a avut îngrijorări cu privire la vânzarea privată a monedelor Gram și a contactat Telegram în scurt timp, însă în cele 18 luni de comunicare, părțile nu au ajuns la o înțelegere. Pe 11 octombrie 2019, cu câteva săptămâni înainte de lansarea planificată a rețelei TON, SEC a obținut un ordin restrictiv temporar pentru a preveni distribuirea monedelor Gram. Autoritatea a susținut că inițialii cumpărători ai Gram ar acționa în mod asemănător cu subscriitori, iar revânzarea monedelor Gram, odată distribuită, va fi o distribuție neregulată de valori mobiliare.
După o lungă bătălie juridică între Telegram și SEC, judecătorul P. Kevin Castel de la Tribunalul Districtual al SUA pentru Districtul de Sud din New York a fost de acord cu SEC, susținând că vânzarea monedelor Gram, distribuirea către cumpărătorii inițiali și revânzarea în viitor trebuie privită drept o „schemă” de distribuire a monedelor Gram pe piața secundară printr-o ofertă de titluri neînregistrată. „Valoarea mobiliară” în discuție a constat în întregul set de contracte, așteptări și înțelegeri cu privire la vânzare și distribuire către publicul interesat, ci nu a monedelor Gram în sine. În acest caz, cumpărătorii inițiali acționau ca asigurători care plănuiau să revândă monedelor și nu să le utilizeze însuși. Restricțiile privind distribuția Gram au rămas în vigoare pentru cumpărătorii din și din afara SUA, deoarece Telegram nu putea împiedica cetățenii americani să cumpere monedele Gram pe piața secundară.
În urma deciziei judecătorești, echipa Telegram a anunțat că nu va putea lansa proiectul până la termenul preconizat de 30 aprilie 2020. Pe 12 mai 2020, Pavel Durov a anunțat încetarea implicării active a Telegram cu TON. Pe 11 iunie, Telegram a stabilit o înțelegere cu SEC și a fost de acord să returneze 1,22 miliarde de dolari ca „sume de reziliere” în contractele de cumpărare Gram și să plătească o penalitate de 18,5 milioane de dolari către SEC. De asemenea, compania a fost de acord să notifice SEC cu privire la orice planuri de a emite active digitale în următorii trei ani. Judecătorul a aprobat înțelegerea pe 26 iunie. „Afacerile noi și inovatoare sunt binevenite să participe pe piețele noastre de capital, dar nu pot face acest lucru, încălcând cerințele de înregistrare ale legilor federale privind valorile mobiliare”, a menționat purtătorul de cuvânt al SEC.
În 2020, Telegram a rambursat investitorilor în rețeaua TON 770 de milioane de dolari și a convertit 443 de milioane de dolari într-o datorie de un an, până la 30 aprilie 2021, cu dobândă de 10%. Suma totală de datorii s-a ridicat la 625,7 milioane de dolari. La data de 10 martie 2021, compania a plasat obligațiuni pe 5 ani în valoare de 1 miliard USD pentru a acoperi aceste datorii.

### Dezvoltarea după Telegram
În mai 2020, când relația echipei Telegram față de proiect era neclară, alte proiecte au început să dezvolte tehnologia.
În decembrie 2021, Pavel Durov a scris:
Când Telegram i-a spus la revedere (https://telegra.ph/What-Was-TON-And-Why-It-Is-Over-05-12) proiectului TON anul trecut, eu speram că viitoarele generații de programatori vor putea să continue viziunea noastră cu privire la o platformă de blockchain pentru mase.
Am fost inspirat să văd cum câștigătorii concursului de programare de la Telegram continuă să dezvolte proiectul TON, denumirea căruia au schimbat-o pe Toncoin (https://t.me/toncoin).
Sunt mândru că tehnologia pe care noi am creat-o este vie și evoluează. Când merge vorba de accesibilitate și viteză, TON este cu mulți ani înainte de alte blockchain-uri. Ar fi o rușine ca acest proiect să nu-i contribuie umanității. 
În comparație cu inițialul TON, Toncoin este independent de Telegram. Dar îi doresc echipei același succes. Împreună cu o strategie de marketing corectă, ei au totul pentru a crea ceva epic 💪
Ton.org a explicat:
„2020-2021:
O echipă mică de dezvoltatori - NewTON - se aprofundează în baza de cod, arhitectura și documentarea proiectului TON. Ei continuă dezvoltarea activă a TON păstrând structura detaliată în documentarea originală.”—ton.org, TON roadmap